# United States Disciplinary Barracks

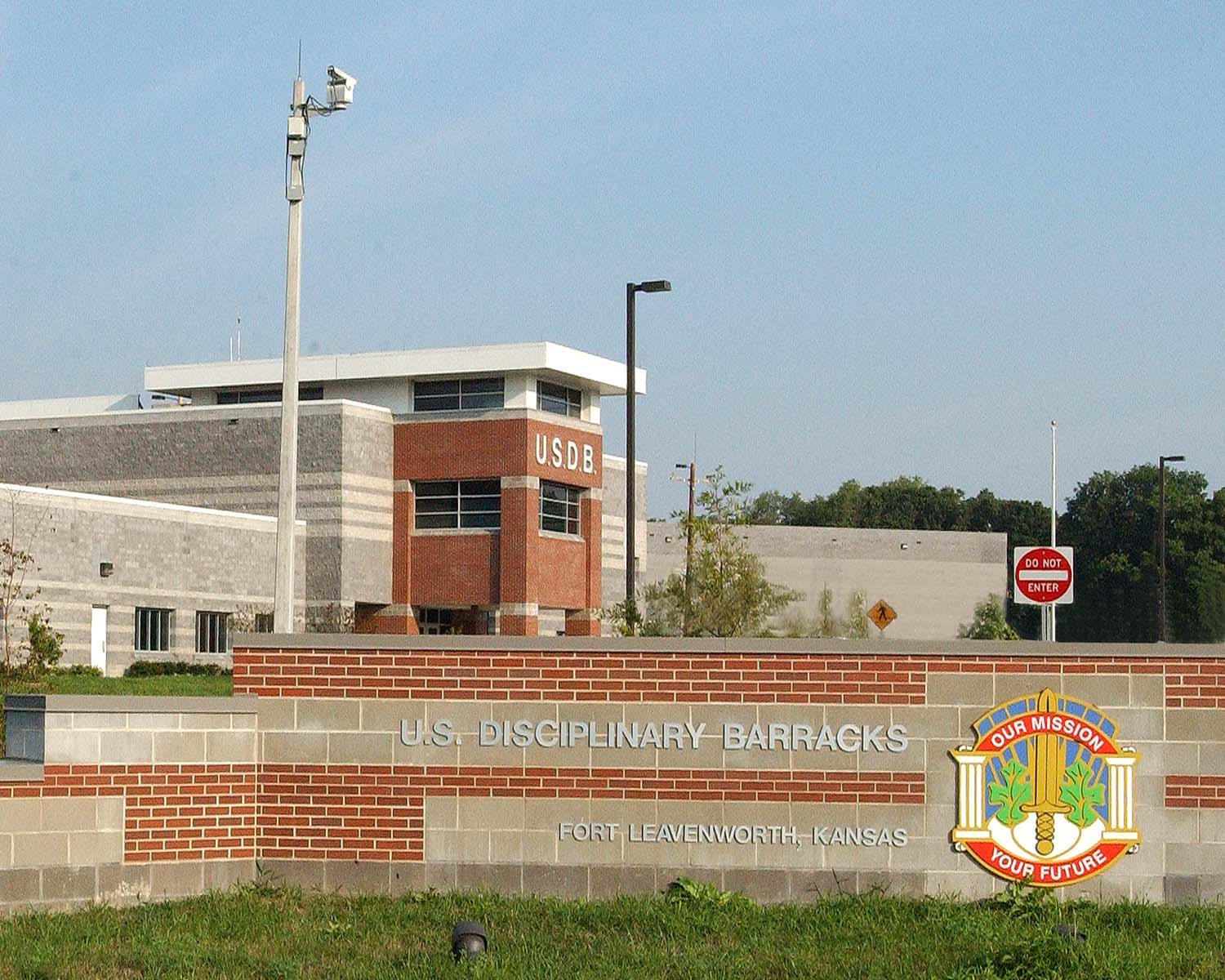
Det nybyggda militärfängelset från 2002.

United States Disciplinary Barracks (förkortning: USDB) är ett amerikanskt militärfängelse på Fort Leavenworth i delstaten Kansas. Det är det enda högsäkerhetsfängelset inom USA:s försvarsdepartement och det drivs av USA:s armé och bemannas med personal från dess militärpoliskår.
Fängelset består av tre sektioner och har en kapacitet på 420 intagna. Från 2005 är det även samlokaliserat med Joint Regional Correctional Facility (JRCF) som innebar att mindre anstalter vid Fort Knox, Fort Sill och Lackland Air Force Base stängdes.

## Bakgrund

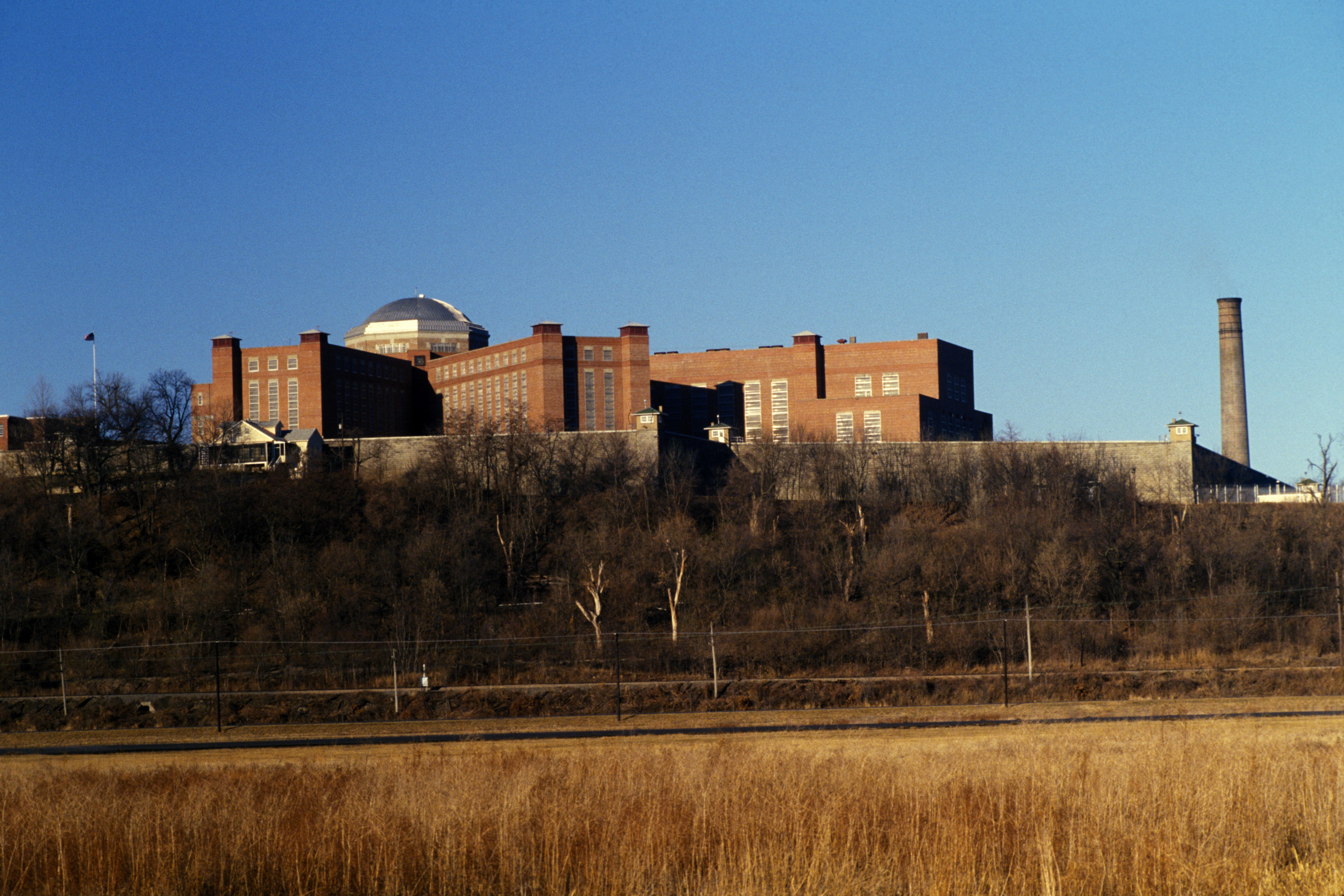
Den äldre fängelsetanläggningen "The Castle" som var i drift mellan 1921 och 2002.

Bygget av det första militärfängelset på Fort Leavenworth påbörjades 1875 med arbetskraft från fångar och var färdigt 1921. Militär fångarbetskraft bidrog även till bygget av det närbelägna civila fängelset United States Penitentiary, Leavenworth som togs i drift 1903. Den äldre byggnaden gick under smeknamnet "The Castle" (borgen) pga dess höga stenmurar och placering på en förhöjning i slättlandskapet vid Missourifloden. Större delen av "The Castle" revs under 2004.

## Intagna
Bland personer i USA:s väpnade styrkor som varit intagna på USDB finns William Calley och Chelsea Manning. Nidal Hasan, gärningsmannen från attentatet i Fort Hood dömdes till döden och sitter på dess "death row".